# Alistair Dick
Alistair (Ally) John Dick (Stirling, 25 april 1965) is een voormalig Schots profvoetballer.
Alistair Dick begon in de jeugd van de Londense club Tottenham Hotspur waar hij in juli 1981 een vast contract tekende. In 1984 was de vleugelaanvaller van grote waarde bij het winnen van de Uefa Cup met Tottenham Hotspur. Per 1 juli 1986 tekende hij een contract bij Ajax, waar hij voornamelijk als wisselspeler (linkerspits, type Jesper Olsen) werd gehaald door coach Johan Cruijff. Samen met jeugdspeler Rob Witschge moest hij Rob de Wit op de linkerspits-positie vervangen. Rob de Wit was in de zomer van 1986 op vakantie in Spanje getroffen door een hersenbloeding. Alistair Dick wist nooit echt door te breken en heeft slechts één treffer op zijn naam staan in de Nederlandse Eredivisie. Hij speelde wel mee in enkele Europa Cup-wedstrijden, zoals op 22 oktober 1986 (Ajax-Olympiakos Piraeus 4-0), toen hij een aantal voorzetten gaf. Na Ajax heeft Dick zijn heil gezocht in landen als Zuid-Afrika en Australië.